# Diadegma stigmatellae
Diadegma stigmatellae är en stekelart som beskrevs av Horstmann 1980. Diadegma stigmatellae ingår i släktet Diadegma och familjen brokparasitsteklar. Inga underarter finns listade i Catalogue of Life.